# Château de Vaussieux
Le château de Vaussieux est une demeure de la seconde moitié du XVIIIe siècle, qui se dresse sur le territoire de la commune française de Vaux-sur-Seulles dans le département du Calvados, en région Normandie.
Le château est inscrit partiellement aux monuments historiques.

## Historique

### Origines
Au début du XIIIe siècle, Simon Bacon, seigneur du Molay, donne à l’abbaye Notre-Dame de Longues-sur-Mer la moitié du patronage de l’église Saint Philippe de Vaussieux aujourd’hui chapelle integrée au domaine. Par la suite, une charte du roi Henri II d’Angleterre pour l’abbaye Sainte-Trinité de Lessay, indique que le patronage de Vaussieux en dépend et non de celle de Longues. Pendant près de deux siècles, les seigneurs de Vaussieux sont ensuite inconnus jusqu’à Catherine de La Luzerne, dame de Pirou (50) et de Vaussieux, qui épouse en 1398 Jean du Bois dit Gascoing, chevalier, seigneur de l’Espinay. En 1413, Catherine de La Luzerne vend le fief terre et seigneurie de Vaussieux à « …vénérable et discrette personne messire Gervais de Larchamp, sous doien et chanoine en l’église Notre-Dame de Bayeux... ».  Gervais de Larchant meurt en 1417 et est inhumé dans la crypte sous la cathédrale de Bayeux qu’il avait restaurée. Son gisant, aujourd’hui légèrement mutilé, est toujours visible dans un enfeu où ledit chanoine s’est fait représenter au sein d’une peinture murale. Après la mort du chanoine, les terres de Vaussieux passent à son neveu Hervé de Larchant, lui aussi chanoine de la cathédrale de Bayeux, puis à sa nièce Guillemette de Larchant, dernière du nom, morte en 1499, qui épouse Guillaume de Grimouville, chevalier, seigneur de la Lande d’Airou, mort en 1463. Les Grimouville entreprennent plusieurs importants travaux pour bâtir sur le domaine une vaste demeure autour du bâtiment actuel du château et dont les fouilles archéologiques de 2022 ont révelé quelques vestiges. En 1605, Joachim de Grimouville, écuyer, seigneur de Vaussieux, vend le fief terre et seigneurie de Vaussieux à « …noble homme Louis Thyoult, sieur de Rucqueville, la Luzerne, Bernières et Martraigny... 

### XVIIesiècle
En 1607, Louis de Thioult achète auprès de Jean Le Héricy, écuyer, sieur de Creullet le fief noble de Couvert à Vaussieux, ainsi il acquiert la suzeraineté sur son fief de Vaussieux car celui-ci relevait féodalement du fief de Couvert. La famille de Thioult embrasse dès le XVIe siècle la religion réformée et occupe au sein de la communauté protestante du pays de Caen une place prépondérante. De l’union de Louis de Thioult avec Suzanne de Saint-Ouen, naissent plusieurs enfants dont deux fils Antoine et Jacques, qui furent tous deux seigneurs de Vaussieux. Le second Jacques succède à son frère Antoine après la mort de ce dernier sans postérité après 1633. Jacques de Thioult avait fait un brillant mariage en épousant en 1626 Marguerite de Béringhen, une des filles de feu Pierre de Béringhen, premier valet de chambre des rois Henri IV et Louis XIII, puis 1er écuyer du roi, et de Magdeleine Bruneau, qui lui apporta en dot la somme de 60 000 livres. Jacques de Thioult obtient le titre de gentilhomme ordinaire de la chambre du roi. Il vend alors en 1637 sa terre de la Luzerne à Bernières-sur-Mer pour s’installer à Vaussieux où il fait construire un nouveau château digne de son rang sur les ruines de l’ancienne demeure. De cette époque datent la plupart des bâtiments de commun et une grande partie des aménagements paysagers dont on a pu retrouver un dessin dévoilant également les élévations du château de l’époque. Cette branche des Thioult se retrouvant sans postérité directe mais s’étant alliée à la famille Le Héricy, le domaine s’intègre alors à leur patrimoine. 

### XVIIIesiècle
Philippe Jacques d’Héricy (1717-1797), chevalier, dit marquis de Vaussieux, capitaine de dragons, épouse par contrat du 6 mai 1753 Louise Joséphine Claude Bazin de Bezons descendante d’un maréchal de France sous Louis XIV. Philippe Jacques fait une brillante carrière militaire qui peut être reconstituée grâce aux archives militaires conservées au château de Vincennes. Vers 1771, le marquis d’Héricy fait modifier le château des Thioult en y ajoutant un étage et modifiant les ouvertures pour y faire pénétrer la lumière en accord avec les goûts du règne. Le château se présente sous la forme d’un long bâtiment avec un pavillon central encadré de chaque côté par deux ailes en avant-corps devant et derrière. Le pavillon du côté cour est orné d’un balcon surmonté d’un fronton orné des armes du marquis et de la marquise d’Héricy.
« Reconstruit une seconde fois en 1771 par le marquis d'Héricy, ce vaste château, à peine achevé, devint en septembre 1778, le quartier général du camp militaire de Vaussieux ». En effet, Louis XVI engagé à soutenir les insurgés américains à la suite de la signature d’un traité d’amitié à Versailles, réunit autour de Vaussieux, 40 000 soldats pour de grandes manœuvres militaires, et de façon à faire craindre aux Anglais un débarquement sur leurs côtes, limitant les renforts de troupes qui auraient pu être envoyés au front d’Amérique pour combattre Washington. Le commandement supérieur du camp fut confié, par Louis XVI, au général Victor-François de Broglie, vétéran de la guerre de Sept Ans, ami du marquis d'Héricy. Les exercices de Vaussieux ont permis de préparer la victoire de Yorktown de 1781, et d'une certaine façon ont contribué à l'indépendance des États-Unis.

### XIXesiècleà nos jours
Par la suite, le château est transmis par successions au sein de la même famille (Faret de Fournès, Bonnefoy du Charmel) qui conserve les aménagements antérieurs, à l’exception des jardins du petit parc, qui sont considérablement remaniés au XIXe au profit d’un parc à l’anglaise plus au goût romantique de l’époque, ainsi que le bâtiment qui reçoit  château. Très endommagé par les troupes allemandes entre 1942-1944 qui en vident la cave comme le témoignent certaines inscriptions retrouvées dans la cave, le château joue de nouveau un rôle lors du débarquement, devenant la résidence des troupes anglaises du 16th Construction Groupe RE qui ont construit puis utilisé l'aérodrome « B7 » sur les terres de Vaussieux-Martragny, sous le commandement du Colonel Hankock. La maintenance de ces avions est alors faite dans les communs du château (on retrouve encore sur un mur le tableau de maintenance, avec la liste des vehicle numbers, locations, etc). Le château sera par la suite utilisé comme dépôt de munitions jusqu'à la fin du conflit, les planches de caisse de ces munitions étant ensuite utilisées pour réaliser des planchers dans les dépendances.
Le domaine est finalement vendu et passe de mains en mains. Il connait différentes utilisations notamment comme colonie de vacances du diocèse de Bayeux, avant d'être repris par M. Burton Huntington-Wilson dont les travaux permettent de le sauver de la ruine. Le bien est par la suite revendu plusieurs fois et est désormais une propriété privée.

## Description
Le château, restauré au début du XXe siècle et doté alors de grille et balustrades, puis à nouveau après l'Occupation et les combats de 1944, se présente sous la forme d'un long bâtiment avec un pavillon central, et de deux ailes en avant-corps. Le pavillon est orné d'un balcon surmonté d'un fronton orné de sculptures de style Louis XVI et arborant des armes parlantes où figurent trois hérissons (jeu de mots sur le patronyme familial des Héricy).
Les écuries, incendiées en 1866, ont été reconstruites en style néo-normand.

## Protection aux monuments historiques
Les façades et toitures sont inscrites au titres des monuments historiques par arrêté du 16 juillet 1970.

## Propriétaires successifs
Liste non exhaustive.
- Famille d'Héricy
- Famille de Faret de Fournès
- M. Burton Huntington-Wilson[5].